# メンシェヴィキ
メンシェヴィキ（ロシア語: меньшевики́、men'sheviki、「少数派」の意。メンシェビキとも表記される。）は、ロシア社会民主労働党が分裂して形成された、社会主義右派である。ロシアで行われるべき革命は民主主義革命であると主張し、ブルジョワ（中産階級）との協力による漸進的革命を主張したマルトフやプレハーノフを指導者とするグループ。1903年のロシア社会民主労働党大会での党綱領決定に際しては勝利したものの、人事問題でレーニンらの派閥（後のボリシェヴィキ）に敗れて「少数派」となったことに由来する。1912年のプラハ大会で両派は党内分派状態から分党になった。1917年の二月革命の勃発当時初はソヴィエト内で優勢であったが、次第に大衆の支持を失った。ボリシェヴィキ主導の社会主義革命である十月革命後は反革命側に立った。

## 分裂の発端
1903年7月・8月の党大会で党規約を審議したさい、規約第一条の「党構成員の資格」をめぐって、意見の対立が生じた。レーニンは党員の資格を「党の組織の一つに属する人のこと」と規定し、もう一つのユーリー・マルトフから提出された規約案では「党の組織の一つの指導のもとに活動する人のこと」という表現がされていた。
記述の上ではそれほど大きな差はないように見えたが、それ以前からレーニンがその著作『何をなすべきか』で組織され訓練された職業的な革命家たちによる小さな党を提唱していたことはよく知られたことだったので、党大会は規約第一条に関する議論で感情が高まり、できたばかりの党組織を分裂させることになった。レーニンはマルトフの描く党組織像を大衆に開かれた党であるとともに官憲に開かれた党であると論難した。大会の全投票において、反対28・賛成23をもってレーニン案は否決された。
ところが党指導部の母体となる雑誌『イスクラ』編集部をレーニンが制し、さらに党規約第一条のマルトフ案に賛成したリトアニア・ポーランド・ロシア・ユダヤ人労働者総同盟（ブンド）の4名が大会を離脱し、レーニン案を支持したものが残った結果としてレーニン支持者が多数派となった。
さらに『イスクラ』の編集部から古参革命家であるヴェーラ・ザスーリチ、パーヴェル・アクセリロード、ポトレーソフを解任することをレーニンが提案し、今や少数派となった「反対派」がそのことに反発し、新編集局と党中央委員会に自派の候補者を参加させることを拒否した。このときからボリシェヴィキとメンシェヴィキは別々の会議を持ち始め、お互いの誹謗中傷に熱中するようになる。

## 第一次世界大戦まで
メンシェヴィキは党大会で一時少数になっただけで、党外のヨーロッパ社会主義運動では広い支持を獲得していた。特にドイツ社会民主党のカール・カウツキーはレーニンの論文を自分の新聞に掲載することを禁じ、左派のローザ・ルクセンブルクにしてさえレーニンの「超中央集権主義」を非難したのであった。
メンシェヴィキは統率の緩やかな集団であり、強力な指導者がいない代わりに著名な古参革命家を数多く含んでいた。ゲオルギー・プレハーノフとともに1880年代に労働解放団を組織した仲間たちである。彼らはナロードニキからその政治活動を出発しマルクス主義を受け容れることで、農民ではなく工業プロレタリアートが革命の主体である、来るべき革命は「ブルジョア革命」である、との見解をとるようになった。
党の目的は工業労働者の生活改善（労働組合の公認・8時間労働・社会保険）を目指した啓蒙と煽動にとどまり、そこでは陰謀家やテロリストや地下活動家は必要とせず、ブルジョア自由主義者をも巻きこんだ公然たる活動のみが許される。メンシェヴィキは革命の過程を分析して、それが意識的な活動によって促進できるものではないと信じていたので、本来からして理論家であった。
1905年のロシア第一革命のとき、メンシェヴィキ指導部は権力に参与せず「最も革命的な反対党として」とどまらなければならないとし、有効な活動をおこなうことができなかった。しかし党の下部では分裂が深まっていなかったために、ペテルブルク・ソヴィエトでは立場の違いを無視してボリシェヴィキと一緒に活動し、《北方の声Severnyi Golos》という共同の新聞を3号まで発行した。
1906年にボリシェヴィキとの会議をストックホルムで、1907年にロンドンで開催するが、ロシア帝国議会への対応をめぐって対立した。第一次世界大戦中、1915年のツィンメルヴァルト会議に、マルトフら「イニシャチヴグループ」がメンシェヴィキを代表して出席し、彼は戦争を「民族自決に基づいた、併合と賠償をともなわないブルジョア民主主義的な平和」をもって終わらせるよう主張し、メンシェヴィキの「祖国防衛派」は中央戦時工業委員会で資本家と結んでクスマ・グヴォズジェフやアレキサンドル・ポトレソフらが「労働者グループ」を形成し、ロシア革命のブルジョア性についての教義はまったく変わりなかった。

## ロシア革命への対応と評価

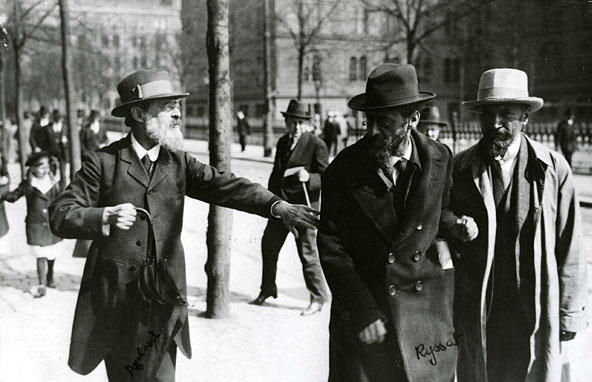
メンシェヴィキの指導者たち
_{左からパーヴェル・アクセリロード、ユーリー・マルトフ、 アレクサンダー・マルティノフ }

1917年の2月に2月革命が勃発し、ソヴィエトがペトログラードに復活した時点では、メンシェヴィキが優勢であり、グルジア・メンシェヴィキに属するニコライ・チヘイゼがソヴィエトの議長であった。政府にたいする「合法反対派」を形成し、労働者多数派の支持を受けていた。
しかし革命が進行するにつれ、組織のゆるさが災いして統一した政策を打ち出すことができなかった。ロシアが戦争政策を継続するかどうか、レーニンをドイツのスパイとみなすかどうかの問題でもマルトフ率いる「国際主義者」と「社会愛国主義者」であるイラクリ・ツェレテリの一派が分裂してしまった。
10月25日にボリシェヴィキが中心となりペトログラード・ソヴィエトが臨時政府を倒した直後に開かれた会議上、マルトフがボリシェヴィキの「純軍事陰謀」を非難。それに対してトロツキーがこう反駁した。
| 「 | 君たちはあわれむべき、孤立した個人である。君たちは破産者だ。君たちの役割は終わった。君たちは今からは、歴史の掃きだめへゆけ。 | 」 |

トロツキーの返答に、メンシェヴィキたちは議決も待たずに退場する。
1918年1月の憲法制定議会では、ツェレテリがメンシェヴィキを擁護し、「後進国に社会主義経済を導入するというナロードニキ的な企て」を論難した。一方、その年の5月にマルトフは、反革命にたいするボリシェヴィキの闘争に団結する、と宣言した。このように十月革命の正当性に関しても、メンシェヴィキの見解には統一がなかったのである。

## 亡命後の活動
1923年のマルトフの死とともに、残りの指導部の人々は次々とロシア国外へ亡命し、1921年に創刊されていた《社会主義・クーリエ》を機関紙として、1964年までアメリカにおける討論と宣伝を続けた。その編集の中心はフョードル・ダンとラファイル・アブラモヴィッチであった。
ダンはメンシェヴィキの自己批判を展開し、レーニンをはじめとするボリシェヴィキが歴史の動向を正しくとらえていたことを認めた。
一方アブラモヴィッチは、1917年のロシア革命と1949年の中国革命の意義を全否定し、それらの革命は失敗であり、東洋の専制主義をつくりだしただけだと論じ、アメリカが「核兵器の優勢」を活用してボリシェヴィキのたてた悪の帝国を粉砕することを希望した。